# 녹색의 날
녹색의 날(일본어: みどりの日)은 일본의 공휴일 중 하나이다. 1989년부터 2006년까지는 4월 29일이 녹색의 날이었으나 2007년부터 현행과 같은 5월 4일로 날짜가 바뀌었다. 국민의 축일에 관한 법률(축일법)에서는 '자연을 아끼면서 그 은혜를 감사하고 풍부한 마음을 기른다'고 취지를 명시해 놓고 있다. 골든위크를 구성하는 휴일 중 하나이기도 하다.

## 개요
1948년의 축일법 시행 이후, 히로히토 천황의 탄생일인 4월 29일은 국민의 공휴일인 천황탄생일로 지정되었다. 1989년 1월 7일 아키히토의 즉위로 천황탄생일은 아키히토 천황의 생일인 12월 23일로 옮겨졌으나 골든위크를 구성하던 공휴일의 폐지로 국민 생활에 영향이 미칠 것을 염려해서 4월 29일을 '녹색의 날'로 지정했으며 그 후로도 공휴일로 존속되어 왔다.
그러다가 2005년 축일법 개정으로 2007년 이후로는 녹색의 날을 5월 4일로 옮기고 기존 녹색의 날이었던 4월 29일은 쇼와의 날로 지정했다. 이 경위에 대해서는 쇼와의 날 항목을 참조할 것.

## 이름의 유래
'녹색의 날'이라는 이름의 유래는 각계의 식자를 위원으로 한 오부치 게이조 관방장관(당시)의 사적자문기관(황위승계에 동반하는 국민의 축일에 관한 법률 개정에 관한 간담회)에서 '쇼와 천황은 식물에 조예가 깊고 자연을 각별히 사랑했으니 '녹색'과 연관된 이름이 가장 낫다')라는 취지의 의견이 다수를 차지하고 있었다고 한다. 다른 의견으로는 '과학의 날' 등이 있었으나 결국 4월 29일이 휴일이 되는 계기를 제공한 쇼와 천황의 박식한 면과 관련있는 이름으로 하기로 했다.

## 녹색의 월간
녹색의 월간(みどりの月間)이란 '녹색의 날'에 대한 국민의 관심과 이해를 한 차원 높이고 '녹색'에 대한 국민의 조예를 높이기 위한 달이다.
매년 4월 15일부터 5월 14일이 녹색의 월간이다. 2006년 8월 8일의 각의결정에 의해서 다음해인 2007년부터 실시 되고 있다.
이 기간중에는 '녹색의 식전'을 개최하는 한편 지방공공단체 및 일반 시설의 협력을 얻어서 '녹색'에 관한 각종 행사를 전국적으로 실시하고 있다.

## 녹색의 주간
녹색의 주간(みどりのしゅうかん)이란 '녹색의 날' 개정 이전에 2006년까지 존재했던 것으로 그 후 '녹색의 월간'으로 바뀌었다.
목적은 '녹색의 날의 취지를 널리 보급하고 신록이 풍부한 자연과 국토의 형성 및 국민 생활의 향상에 이바지 하는 것'이다. 국민의 축일에 관한 법률의 일부를 개정한 법률(헤이세이 원년 법률 제 5호)에 의해서 국민의 축일로서 '녹색의 날'이 제정되었으며 그와 동시에 1989년 4월 18일의 각료 합의에 의해 '녹색의 날'을 최종일로하는 일주일(4월 23일 ~ 4월 29일)이 지정되었다.

## 그 외
2007년 이후부터 매년 녹색의 날에는 무료로 국립공원에 입장할 수 있으며 일본 각지에서는 국민이 자연을 아끼고 사랑할 수 있도록 각종 행사 등을 실시하고 있다.
또 녹색의 날이 되면 보통 파랑색으로 인쇄되는 마이니치 신문의 제목이 초록색이 된다. 하지만 석간 신문은 그렇게 발행 안 한다.

## 같이 보기
- 녹색의 식전
- 녹색 학술상